# علم لدنی
در الهیات، علم لَدُنّی علمی است که بدون تعلیم و تعلّم و بی‌واسطه به دست آمده باشد. به عبارت دیگر علم لدنّی، علمی است که از طریق کشف و الهام بدست می‌آید و نام دیگر آن علم اعلیٰ است. این علم، مختصّ اهل قرب است و تنها با تعلیم و تفهیم ربّانی به دست می‌آید نه با دلایل عقلی و شواهد نقلی. این تعبیر آیهٔ  ۶۵  سورهٔ کهف است: . . . وَ عَلَّمْنٰاهُ مِنْ لَدُنّٰا عِلْماً. «و او (خضر) را از نزد خود علم بیاموختیم.
در مقابل علم لدنی علم اکتسابی قرار می‌گیرد که از راه حس، تجربه و تعقل بدست می‌آید.

## دیدگاه‌ها
عبدالله فاطمی نیا می‌گوید: «کلمهٔ علم لدنّی از قرآن اقتباس شده است. آنجا که در مورد خضر می‌فرماید: و علمناه من لدنا علما. یعنی نوعی علم و دانش خاصّی دادیم! و لذا هر علمی که بدون واسطهٔ بشر به انسان برسد، علم لدنّی نام دارد».